# 412 Batalion Wschodni
412 Batalion Wschodni (niem. Ost-Bataillon 412, ros. 412-й восточный батальон) – oddział wojskowy Wehrmachtu złożony z Rosjan podczas II wojny światowej.
Oddział został sformowany w listopadzie 1942 r. na okupowanej Białorusi jako ochotniczy batalion Selbschutzu. Miał cztery kompanie. Był podporządkowany XII Korpusowi Armijnemu 4 Armii. W poł. stycznia 1943 r. został przemianowany na 412 Batalion Wschodni. W sierpniu tego roku przeniesiono go do północnych Włoch, gdzie stał się III Batalionem 578 Pułku Grenadierów 305 Dywizji Piechoty. W marcu 1945 r. przemianowano go na 412 Batalion Rosyjski z bezpośrednim podporządkowaniem 14 Armii.